# Worm Watch Lab

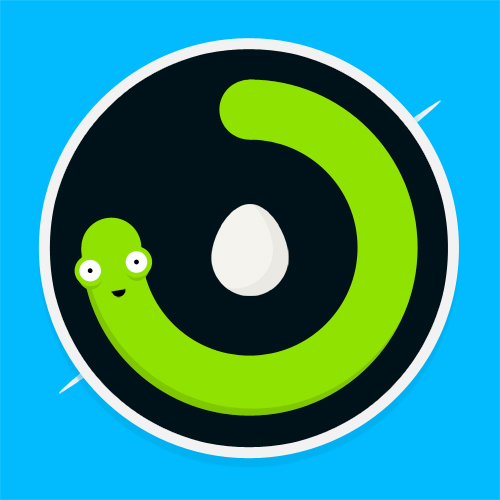
Oficial avatar Zooniverse para Worm Watch Lab

Worm Watch Lab (Laboratório de Observação de Minhoca) é um dos sites baseados na participação informada, consciente e voluntária, de milhares de cidadãos (ciência cidadã) para a observação do comportamento de minúsculas minhocas. O cidadão pode ajudar os cientistas visitando "Wormwatchlab.org" e assistindo um vídeo e esperar a minhoca a pôr ovos, e bater na tecla 'Z' quando o fizer. Ao observar essas minhocas pondo ovos, os cidadãos estão ajudando a coletar dados valiosos sobre genética e funções cerebrais que ajudarão na investigação médica. A ideia é que, se um gene que está envolvido em um comportamento visível, em seguida, as mutações que quebram esse gene pode conduzir a alterações comportamentais detectáveis. O tipo de alteração dá aos cientistas uma pista sobre o que o gene afetado poderia estar fazendo. Desde que foi lançado em 25 de julho de 2013, 6.500 pessoas assistiram vídeos de vermes nematóides que colocando ovos quase 200.000 vezes.